# 埃里希·罗鲁
埃里希·罗鲁（德語：Erich Reuleaux，1883年2月3日—1967年10月18日），德国土木工程专家，曾任达姆施塔特工业大学校长、同济大学工学院院长。

## 生平
罗鲁早年就读于柏林工业大学土木工程专业，1907年获硕士学位。此后任职于普鲁士国家铁路、德国帝国铁路部门，并曾在柏林工业大学、达姆施塔特工业大学担任助教。1926年至1934年间担任达姆施塔特工业大学铁路与交通工程教授。其间曾于1931年至1932年担任校长。1934年至1936年间前往中国，出任同济大学工科教授、工学院首任院长，并兼任中华民国铁道部顾问。 1937年回国后，继续在达姆施塔特工业大学任教。后于1945年至1946年间第二次担任学校校长。他曾被授予卡斯鲁厄大学名誉博士（1951年），并获得过联邦十字勋章（1953年）。1967年在达姆施塔特逝世，终年84岁。